# Khano Smith
Khano Wayne Smith (ur. 10 stycznia 1981 w Paget) – bermudzki piłkarz występujący na pozycji skrzydłowego, obecnie zawodnik Bermuda Hogges.

## Kariera klubowa
Smith urodził się na Bermudach, jednak w młodym wieku wyjechał do Stanów Zjednoczonych, gdzie uczęszczał do Champlain College oraz Lees-McRae College i tam także rozpoczynał grę w piłkę w szkolnych drużynach – odpowiednio Champlain Beavers i Lees-McRae Bobcats. Profesjonalną karierę zapoczątkował w wieku 22 lat w Carolina Dynamo z czwartej ligi amerykańskiej – USL Premier Development League i w sezonie 2003 pomógł drużynie wywalczyć pierwsze miejsce w regularnym sezonie konferencji południowej. Po tym sukcesie powrócił do ojczyzny, podpisując umowę z Dandy Town Hornets. Już w pierwszych rozgrywkach w nowym klubie, 2003/2004, zdobył mistrzostwo Bermudów, natomiast w kolejnym sezonie, 2004/2005, osiągnął tytuł wicemistrzowski i został królem strzelców ligi bermudzkiej.
Po dwóch udanych sezonach na Bermudach Smith został zawodnikiem amerykańskiego New England Revolution. Niebawem został podstawowym piłkarzem drużyny i w Major League Soccer po raz pierwszy wybiegł na boisko w wyjściowym składzie 4 czerwca 2005 w zremisowanym 1:1 meczu z Kansas City Wizards, zdobywając wówczas także pierwszego gola dla Revolution. W nowej drużynie początkowo był ustawiany jako napastnik, lecz w późniejszym czasie szkoleniowiec Steve Nicol zaczął umieszczać go na lewym skrzydle. W pierwszych rozgrywkach, 2005, wygrał z Revolution konferencję wschodnią i dotarł do finału MLS, zdobywając tytuł wicemistrzowski. W dwóch kolejnych sezonach zajmował drugie miejsce w konferencji i kolejne razy zostawał wicemistrzem MLS. Ponadto w 2007 roku zdobył krajowy puchar Stanów Zjednoczonych – US Open Cup, natomiast w 2008 roku wygrał rozgrywki SuperLigi.
W listopadzie 2008 Smith został wybrany w drafcie przez Seattle Sounders, jednak jeszcze przed rozegraniem jakiegokolwiek meczu w tej ekipie został oddany do New York Red Bulls z powodu ograniczeń pensji nałożonych przez MLS. Tam spędził z kolei pół roku, po czym udał się na testy do angielskiego Southend United. Ostatecznie podpisał sześciomiesięczny kontrakt z inną drużyną z tego kraju, Lincoln City, występującą w czwartej klasie rozgrywkowej – League Two. Po rozegraniu zaledwie pięciu ligowych spotkań odszedł z klubu w styczniu 2010, po wygaśnięciu kontraktu. Dwa miesiące później powrócił do New England Revolution, którego barwy reprezentował do końca sezonu, jednak nie potrafił nawiązać z nim do sukcesów odnoszonych podczas pierwszego pobytu w tym klubie.
W 2011 roku, ponownie jako wolny zawodnik, Smith zasilił drugoligową drużynę Carolina RailHawks, lecz odszedł z niej kilka tygodni później, po tym, jak nie znalazł się w składzie na nadchodzący sezon. Powrócił wówczas do ojczyzny i został piłkarzem zespołu Bermuda Hogges, występującego w USL Premier Development League.

## Kariera reprezentacyjna
W seniorskiej reprezentacji Bermudów Smith zadebiutował jeszcze jako zawodnik Carolina Dynamo, w 2003 roku. Premierowego gola w kadrze narodowej strzelił 29 lutego 2004 w wygranym 13:0 meczu z Montserratem w ramach eliminacji do Mistrzostw Świata 2006. Dwukrotnie wpisał się na listę strzelców także w rewanżowej konfrontacji z tym rywalem, jednak jego drużyna nie zdołała zakwalifikować się na mundial. Z podobnym skutkiem dla Bermudczyków zakończyły się eliminacje do Mistrzostw Świata 2010, podczas których Smith wystąpił w trzech spotkaniach. Brał również udział w eliminacjach do Mistrzostw Świata 2014 i strzelił wówczas trzy gole – w meczach z Gujaną (1:2) oraz dwóch z Barbadosem (2:1, 2:1). Jego kadra ponownie nie awansowała na światowy czempionat.